# Consiglio regionale della Liguria
Il Consiglio regionale della Liguria è l'organo legislativo rappresentativo della Regione Liguria. Istituito nel 1970, si compone di 31 membri, compreso il presidente della giunta regionale, a partire dalla X legislatura nel mese di giugno del 2015.
L'organo ha sede nella città di Genova.

## Funzioni
A rappresentare e presiedere il consiglio è il Presidente.
Il consiglio approva le leggi e i regolamenti di competenza della regione. Ha il compito di approvare lo statuto regionale, approvare il bilancio regionale e proporre leggi al parlamento nazionale.

## Composizione

### 1970–1995
| 13 | 1 | 4 | 3 | 1 | 14 | 3 | 1 |

| 16 | 5 | 2 | 1 | 13 | 1 | 2 |

| 15 | 5 | 2 | 1 | 13 | 2 | 2 |

| 1 | 15 | 1 | 4 | 1 | 2 | 13 | 1 | 2 |

| 12 | 2 | 6 | 1 | 1 | 1 | 2 | 1 | 12 | 1 | 1 |

### 1995–presente
| 2 | 1 | 14 | 1 | 3 | 8 | 2 | 1 | 9 | 4 |

| 2 | 1 | 9 | 1 | 1 | 2 | 8 | 1 | 1 | 10 | 1 | 3 |

| 2 | 1 | 1 | 12 | 1 | 1 | 8 | 3 | 1 | 7 | 1 | 2 |

| 1 | 1 | 10 | 3 | 1 | 1 | 8 | 1 | 11 | 3 |

| 1 | 8 | 6 | 6 | 4 | 5 | 1 |

| 1 | 6 | 3 | 2 | 1 | 9 | 6 | 3 |

| 2 | 9 | 1 | 1 | 3 | 3 | 4 | 3 | 5 |

## Organi

### Presidente del Consiglio
| Legislatura | Presidente             | Partito                                | Periodo                            |
| ----------- | ---------------------- | -------------------------------------- | ---------------------------------- |
| I           | Enrico Ghio            | Democrazia Cristiana                   | luglio 1970 - settembre 1970       |
| I           | Paolo Macchiavelli     | Partito Socialista Italiano            | settembre 1970 - luglio 1975       |
| II          | Paolo Macchiavelli     | Partito Socialista Italiano            | luglio 1975 - maggio 1976          |
| II          | Angelo Landi           | Partito Socialista Italiano            | maggio 1976 - luglio 1980          |
| III         | Angelo Landi           | Partito Socialista Italiano            | luglio 1980 - novembre 1980        |
| III         | Armando Magliotto      | Partito Comunista Italiano             | novembre 1980 - settembre 1981     |
| III         | Fausto Cuocolo         | Democrazia Cristiana                   | settembre 1981 - giugno 1985       |
| IV          | Fausto Cuocolo         | Democrazia Cristiana                   | giugno 1985 - novembre 1985        |
| IV          | Giorgio Luciano Verda  | Democrazia Cristiana                   | novembre 1985 - giugno 1990        |
| IV          | Rosavio Bellasio       | Democrazia Cristiana                   | giugno 1990 - settembre 1990       |
| V           | Giovanni Persico       | Partito Repubblicano Italiano          | 28 settembre 1990 - maggio 1995    |
| VI          | Giuliano Gallanti      | Partito Democratico della Sinistra     | maggio 1995 - gennaio 1997         |
| VI          | Fulvio Cerofolini      | Partito Democratico della Sinistra     | gennaio 1997 - maggio 2000         |
| VII         | Vincenzo Gianni Plinio | Alleanza Nazionale                     | maggio 2000 - agosto 2002          |
| VII         | Francesco Bruzzone     | Lega Nord                              | agosto 2002 - maggio 2005          |
| VIII        | Giacomo Ronzitti       | Democratici di Sinistra                | maggio 2005 - maggio 2010          |
| IX          | Rosario Monteleone     | Unione di Centro                       | maggio 2010 - novembre 2013        |
| IX          | Michele Boffa          | Partito Democratico                    | novembre 2013 - giugno 2015        |
| X           | Francesco Bruzzone     | Lega Nord Liguria-Salvini              | 1º luglio 2015 - 30 marzo 2018     |
| X           | Alessandro Piana       | Lega Nord Liguria-Salvini              | marzo 2018 - 27 ottobre 2020       |
| XI          | Gianmarco Medusei      | Lega per Salvini Premier               | 27 ottobre 2020 - 26 novembre 2024 |
| XI          | Gianmarco Medusei      | Fratelli d'Italia (dal 29 agosto 2024) | 27 ottobre 2020 - 26 novembre 2024 |
| XII         | Stefano Balleari       | Fratelli d'Italia                      | 26 novembre 2024 - in carica       |

### Commissioni permanenti
|     | Commissione                                                  | Competenze | Presidente                 | Vicepresidente         |
| --- | ------------------------------------------------------------ | --- | -------------------------- | ---------------------- |
| I   | Affari generali, Istituzionali e Bilancio                    | Affari Istituzionali, Ordinamento e organizzazione dell’Ente, Informatica, Personale, Affari generali, Enti locali, Polizia locale, Sicurezza dei cittadini, Servizio civile, Informazione radiotelevisiva, Affari europei e internazionali, Diritti civili, Nomine, Programmazione, Bilancio, Risorse finanziarie, Tributi, Patrimonio, Demanio, Partecipazioni regionali, Enti strumentali | Alessandro Bozzano (BP-VL) | Carola Baruzzo (PD)    |
| II  | Salute e sicurezza sociale                                   | Salute, Igiene e veterinaria, Tutela dei consumatori, Alimentazione, Politiche sociali e servizi alla persona, Terzo settore, Organizzazione, Programmazione e controllo dei servizi sanitari negli istituti penitenziari, Immigrazione ed Emigrazione, Cooperazione internazionale | Marco Frascatore (OL-BP)   | Enrico Ioculano (PD)   |
| III | Attività produttive, Cultura, Formazione e Lavoro            | Attività produttive, Industria, Commercio, Artigianato, Fiere e mercati, Attività estrattive, Organizzazione e promozione turistica, Attività marittime e Trasporti, Politiche agricole e Allevamento, Caccia e Pesca, Terziario, Valorizzazione dei beni culturali, Promozione e organizzazione di attività culturali, Musei e Biblioteche, Spettacolo, Sport e tempo libero, Politiche giovanili, Scuola e Università, Diritto allo studio, Formazione professionale, Lavoro e occupazione, Istruzione, Ricerca e innovazione tecnologica | Armando Biasi (Lega)       | Jan Casella (AVS)      |
| IV  | Territorio e Ambiente                                        | Urbanistica e Pianificazione portuale, Politiche abitative ed Edilizia pubblica, Lavori pubblici, Tutela paesistica, Difesa del suolo, Politiche ambientali, Inquinamento, Smaltimento dei rifiuti, Energia, Politica delle acque, Montagna, Parchi, Diritti degli animali, Infrastrutture, Viabilità, Protezione Civile | Chiara Cerri (FI)          | Davide Natale (PD)     |
| V   | Controlli, Verifica attuazione delle leggi, Pari opportunità | Trasparenza dell’attività regionale, Monitoraggio dell’attuazione delle leggi regionali e degli atti di indirizzo approvati dal Consiglio regionale, Rendiconti e Bilanci di esercizio degli enti, delle agenzie, delle aziende e degli organismi regionali costituiti o partecipati, Affermazione e tutela dell’uguaglianza dei diritti dei cittadini e dei diritti di parità e pari opportunità tra uomo e donna, realizzazione della parità giuridica, sociale, economica e di rappresentanza.                                           | Stefano Giordano (M5S)     | Gianmarco Meduse (FdI) |
| VI  | Commissione Antimafia                                        | Protezione del territorio da infiltrazioni mafiose, Contrasto al radicamento dei fenomeni esistenti, Monitoraggio dell'azione di contrasto | Andrea Orlando (PD)        | Veronica Russo (FdI)   |

## Legislature

### XII Legislatura (2024-2029)

#### Ufficio di Presidenza

##### Presidente del Consiglio Regionale
- Stefano Balleari (Fratelli d'Italia)

##### Vicepresidente del Consiglio Regionale
- Roberto Arboscello (Partito Democratico)

##### Segretario
- Angelo Vaccarezza (Forza Italia)

#### Gruppi consiliari
| Gruppo             | Gruppo                           |      |
| ------------------ | -------------------------------- | ---- |
|                    | Fratelli d'Italia                | 5    |
|                    | Vince Liguria - Bucci Presidente | 3+1  |
|                    | Lega                             | 3    |
|                    | Forza Italia                     | 3    |
|                    | Orgoglio Liguria                 | 3    |
| TOTALE MAGGIORANZA | TOTALE MAGGIORANZA               | 17+1 |
|                    | Partito Democratico              | 9    |
|                    | Alleanza Verdi e Sinistra        | 2    |
|                    | Andrea Orlando Presidente        | 1    |
|                    | Movimento 5 Stelle               | 1    |
| TOTALE OPPOSIZIONE | TOTALE OPPOSIZIONE               | 13   |

#### Consiglieri
| Consigliere        | Consigliere                 | Lista                        | Preferenze                            | Circoscrizione                            | Note                                              |
| ------------------ | --------------------------- | ---------------------------- | ------------------------------------- | ----------------------------------------- | ------------------------------------------------- |
|                    | Stefano Balleari            | Fratelli d'Italia            | 3.656                                 | Genova                                    | Presidente del Consiglio Regionale                |
| Laura Lauro        | 2.733                       | Fratelli d'Italia            | Subentrata all'assessore Simona Ferro | Genova                                    |                                                   |
| Veronica Russo     | 1.693                       | Fratelli d'Italia            | Imperia                               | Subentrata all'assessore Luca Lombardi    |                                                   |
| Gianmarco Medusei  | 2.758                       | Fratelli d'Italia            | La Spezia                             |                                           |                                                   |
| Rocco Invernizzi   | 1.493                       | Fratelli d'Italia            | Savona                                | Capogruppo                                |                                                   |
|                    | Marco Bucci                 | Vince Liguria - Noi Moderati | -                                     | Liguria                                   | Eletto presidente della Giunta regionale          |
| Federico Bogliolo  | 2.070                       | Vince Liguria - Noi Moderati | Genova                                |                                           |                                                   |
| Matteo Campora     | 1.933                       | Vince Liguria - Noi Moderati | Genova                                | Capogruppo                                |                                                   |
| Alessandro Bozzano | 1.889                       | Vince Liguria - Noi Moderati | Savona                                |                                           |                                                   |
|                    | Alessio Piana               | Lega Liguria - Salvini       | 2.767                                 | Genova                                    |                                                   |
| Armando Biasi      | 2.433                       | Lega Liguria - Salvini       | Imperia                               | Subentrato all'assessore Alessandro Piana |                                                   |
| Sara Foscolo       | 2.187                       | Lega Liguria - Salvini       | Savona                                | Capogruppo                                |                                                   |
|                    | Carlo Bagnasco              | Forza Italia Berlusconi      | 4.745                                 | Genova                                    | Capogruppo                                        |
| Chiara Cerri       | 2.732                       | Forza Italia Berlusconi      | Imperia                               | Subentrata all'assessore Marco Scajola    |                                                   |
| Angelo Vaccarezza  | 2.325                       | Forza Italia Berlusconi      | Savona                                |                                           |                                                   |
|                    | Giovanni Boitano            | Orgoglio Liguria             | 1.710                                 | Genova                                    | Capogruppo                                        |
| Walter Sorriento   | 441                         | Orgoglio Liguria             | Imperia                               |                                           |                                                   |
| Marco Frascatore   | 568                         | Orgoglio Liguria             | La Spezia                             |                                           |                                                   |
|                    |                             |                              |                                       |                                           |                                                   |
|                    | Andrea Orlando              | Partito Democratico          | -                                     | Liguria                                   | Eletto come candidato presidente arrivato secondo |
|                    | Armando Sanna               | Partito Democratico          | 8.041                                 | Genova                                    | Capogruppo                                        |
| Katia Piccardo     | 7.641                       | Partito Democratico          |                                       | Genova                                    |                                                   |
| Federico Romeo     | 6.181                       | Partito Democratico          |                                       | Genova                                    |                                                   |
| Simone D'Angelo    | 4.124                       | Partito Democratico          |                                       | Genova                                    |                                                   |
| Enrico Ioculano    | 4.508                       | Partito Democratico          | Imperia                               |                                           |                                                   |
| Davide Natale      | 5.067                       | Partito Democratico          | La Spezia                             |                                           |                                                   |
| Carola Baruzzo     | 3.581                       | Partito Democratico          | La Spezia                             |                                           |                                                   |
| Roberto Arboscello | 6.035                       | Partito Democratico          | Savona                                | Vicepresidente del Consiglio Regionale    |                                                   |
|                    | Selena Candia               | Alleanza Verdi e Sinistra    | 4.141                                 | Genova                                    | Capogruppo                                        |
| Jan Casella        | 1.931                       | Alleanza Verdi e Sinistra    | Savona                                |                                           |                                                   |
|                    | Giovanni Battista Pastorino | Andrea Orlando Presidente    | 3.277                                 | Genova                                    | Capogruppo                                        |
|                    | Stefano Giordano            | Movimento 5 Stelle           | 1.497                                 | Genova                                    | Capogruppo                                        |

### XI Legislatura (2020-2024)

#### Ufficio di Presidenza
Presidente del consiglio
- Gianmarco Medusei (Lega Salvini Liguria)

Vicepresidente del consiglio
- Armando Sanna (Partito Democratico - Articolo Uno)

Segretario
- Claudio Muzio (Forza Italia Berlusconi)

#### Gruppi consiliari
| Gruppo             | Gruppo                             |      |
| ------------------ | ---------------------------------- | ---- |
|                    | Lista Toti Liguria                 | 8+1  |
|                    | Lega                               | 6    |
|                    | Fratelli d'Italia                  | 3    |
|                    | Forza Italia                       | 1    |
| TOTALE MAGGIORANZA | TOTALE MAGGIORANZA                 | 18+1 |
|                    | Partito Democratico - Articolo Uno | 6    |
|                    | Movimento 5 Stelle                 | 2    |
|                    | Lista Ferruccio Sansa Presidente   | 3    |
|                    | Linea Condivisa                    | 1    |
| TOTALE OPPOSIZIONE | TOTALE OPPOSIZIONE                 | 12   |

#### Consiglieri

##### Lista Toti Liguria[N 9]
| Consigliere             | Provincia di elezione | Ruoli ricoperti                                                            |
| ----------------------- | --------------------- | -------------------------------------------------------------------------- |
| Giovanni Toti           | Liguria               | Presidente della Giunta regionale con deleghe al Bilancio e alle Emergenze |
| Giovanni Boitano        | Genova                | Subentrato all'assessore Cavo                                              |
| Domenico Cianci         | Genova                |                                                                            |
| Laura Lauro detta Lilli | Genova                |                                                                            |
| Stefano Anzalone        | Genova                |                                                                            |
| Angelo Vaccarezza       | Savona                | Capogruppo                                                                 |
| Alessandro Bozzano      | Savona                |                                                                            |
| Chiara Cerri            | Imperia               | Subentrata all'assessore Scajola                                           |
| Daniela Menini          | La Spezia             | Subentrata all'assessore Giampedrone                                       |

##### Lega
| Consigliere       | Provincia di elezione | Ruoli ricoperti                    |
| ----------------- | --------------------- | ---------------------------------- |
| Sandro Garibaldi  | Genova                |                                    |
| Alessio Piana     | Genova                |                                    |
| Brunello Brunetto | Savona                |                                    |
| Stefano Mai       | Savona                | Capogruppo                         |
| Mabel Riolfo      | Imperia               | Subentrato all'assessore Piana     |
| Gianmarco Medusei | La Spezia             | Presidente del Consiglio Regionale |

##### Fratelli d'Italia
| Consigliere      | Provincia di elezione | Ruoli ricoperti                  |
| ---------------- | --------------------- | -------------------------------- |
| Stefano Balleari | Genova                | Capogruppo                       |
| Veronica Russo   | Imperia               | Subentrata all'assessore Berrino |
| Sauro Manucci    | La Spezia             |                                  |

##### Forza Italia
| Consigliere   | Provincia di elezione | Ruoli ricoperti                               |
| ------------- | --------------------- | --------------------------------------------- |
| Claudio Muzio | Genova                | Segretario del Consiglio Regionale Capogruppo |

##### Partito Democratico - Articolo Uno
| Consigliere                 | Provincia di elezione | Ruoli ricoperti                        |
| --------------------------- | --------------------- | -------------------------------------- |
| Armando Sanna               | Genova                | Vicepresidente del Consiglio Regionale |
| Luca Garibaldi              | Genova                | Capogruppo                             |
| Sergio Rossetti detto Pippo | Genova                |                                        |
| Roberto Arboscello          | Savona                |                                        |
| Enrico Ioculano             | Imperia               |                                        |
| Davide Natale               | La Spezia             |                                        |

##### Movimento 5 Stelle
| Consigliere   | Provincia di elezione | Ruoli ricoperti |
| ------------- | --------------------- | --------------- |
| Fabio Tosi    | Genova                | Capogruppo      |
| Paolo Ugolini | La Spezia             |                 |

##### Sansa Presidente
| Consigliere     | Provincia di elezione | Ruoli ricoperti |
| --------------- | --------------------- | --------------- |
| Ferruccio Sansa | Liguria               | Capogruppo      |
| Selena Candia   | Genova                |                 |
| Roberto Centi   | La Spezia             |                 |

##### Linea Condivisa
| Consigliere                          | Provincia di elezione | Ruoli ricoperti |
| ------------------------------------ | --------------------- | --------------- |
| Giovanni "Gianni" Battista Pastorino | Genova                |                 |

### X Legislatura (2015-2020)

#### Ufficio di presidenza
Presidente del consiglio
- Alessandro Piana (Lega) - [Eletto il 30/3/2018, subentrando a Francesco Bruzzone, eletto Senatore]

Vicepresidente del consiglio
- Luigi De Vincenzi (PD)

Segretario
- Claudio Muzio (Forza Italia)

#### Gruppi consiliari
| Gruppo             | Gruppo                       |    |
| ------------------ | ---------------------------- | -- |
|                    | Lega                         | 7  |
|                    | Liguria Popolare             | 3  |
|                    | Cambiamo con Toti Presidente | 2  |
|                    | Cambiamo!                    | 2  |
|                    | Fratelli d'Italia            | 2  |
|                    | Forza Italia                 | 1  |
| TOTALE MAGGIORANZA | TOTALE MAGGIORANZA           | 17 |
|                    | Partito Democratico          | 5  |
|                    | Movimento 5 Stelle           | 2  |
|                    | Linea Condivisa              | 2  |
|                    | Italia Viva                  | 2  |
|                    | Il Buonsenso                 | 2  |
|                    | Gruppo misto                 | 1  |
| TOTALE OPPOSIZIONE | TOTALE OPPOSIZIONE           | 14 |

#### Consiglieri

##### Lega
| Consigliere         | Provincia di elezione | Ruoli ricoperti                           |
| ------------------- | --------------------- | ----------------------------------------- |
| Franco Senarega     | Genova                | Capogruppo                                |
| Paolo Ardenti       | Savona                | Vice Capogruppo                           |
| Giovanni De Paoli   | La Spezia             |                                           |
| Stefano Mai         | Listino Regionale     | Assessore all'Agricoltura, Caccia e Pesca |
| Alessandro Piana    | Imperia               | Presidente del Consiglio Regionale        |
| Alessandro Puggioni | Genova                |                                           |
| Sonia Viale         | Listino Regionale     | Vicepresidente della Regione              |

##### Liguria Popolare
| Consigliere     | Provincia di elezione | Ruoli ricoperti |
| --------------- | --------------------- | --------------- |
| Gabriele Pisani | Genova                | Capogruppo      |
| Andrea Costa    | La Spezia             | Vice Capogruppo |
| Vittorio Mazza  | Genova                |                 |

##### Cambiamo con Toti Presidente
| Consigliere   | Provincia di elezione | Ruoli ricoperti                  |
| ------------- | --------------------- | -------------------------------- |
| Laura Lauro   | Genova                | Capogruppo                       |
| Giovanni Toti | Regione Liguria       | Presidente della Regione Liguria |

##### Cambiamo!
| Consigliere       | Provincia di elezione | Ruoli ricoperti                                         |
| ----------------- | --------------------- | ------------------------------------------------------- |
| Angelo Vaccarezza | Savona                | Capogruppo                                              |
| Marco Scaiola     | Imperia               | Assessore all'Urbanistica e Pianificazione territoriale |

##### Fratelli d'Italia
| Consigliere      | Provincia di elezione | Ruoli ricoperti |
| ---------------- | --------------------- | --------------- |
| Matteo Rosso     | Genova                | Capogruppo      |
| Giovanni Berrino | Listino Regionale     |                 |

##### Forza Italia
| Consigliere   | Provincia di elezione | Ruoli ricoperti |
| ------------- | --------------------- | --------------- |
| Claudio Muzio | Genova                | Capogruppo      |

##### Partito Democratico
| Consigliere         | Provincia di elezione | Ruoli ricoperti |
| ------------------- | --------------------- | --------------- |
| Giovanni Lunardon   | Genova                | Capogruppo      |
| Mauro Righello      | Savona                | Vice Capogruppo |
| Giovanni Barbagallo | Imperia               |                 |
| Luca Garibaldi      | Genova                |                 |
| Sergio Rossetti     | Genova                |                 |

##### Movimento 5 Stelle
| Consigliere  | Provincia di elezione | Ruoli ricoperti |
| ------------ | --------------------- | --------------- |
| Fabio Tosi   | Genova                | Capogruppo      |
| Andrea Melis | Savona                |                 |

##### Linea Condivisa
| Consigliere                 | Provincia di elezione | Ruoli ricoperti |
| --------------------------- | --------------------- | --------------- |
| Giovanni Battista Pastorino | Genova                | Capogruppo      |
| Francesco Battistini        | La Spezia             |                 |

##### Italia Viva
| Consigliere     | Provincia di elezione | Ruoli ricoperti |
| --------------- | --------------------- | --------------- |
| Juri Michelucci | La Spezia             | Capogruppo      |
| Valter Ferrando | Genova                |                 |

##### Il Buonsenso
| Consigliere      | Provincia di elezione | Ruoli ricoperti |
| ---------------- | --------------------- | --------------- |
| Alice Salvatore  | Listino regionale     | Capogruppo      |
| Marco De Ferrari | Genova                |                 |

##### Gruppo misto
| Consigliere      | Provincia di elezione | Ruoli ricoperti |
| ---------------- | --------------------- | --------------- |
| Giovanni Boitano | Listino Regionale     | Capogruppo      |